# Con đường Hoàng gia, Kraków

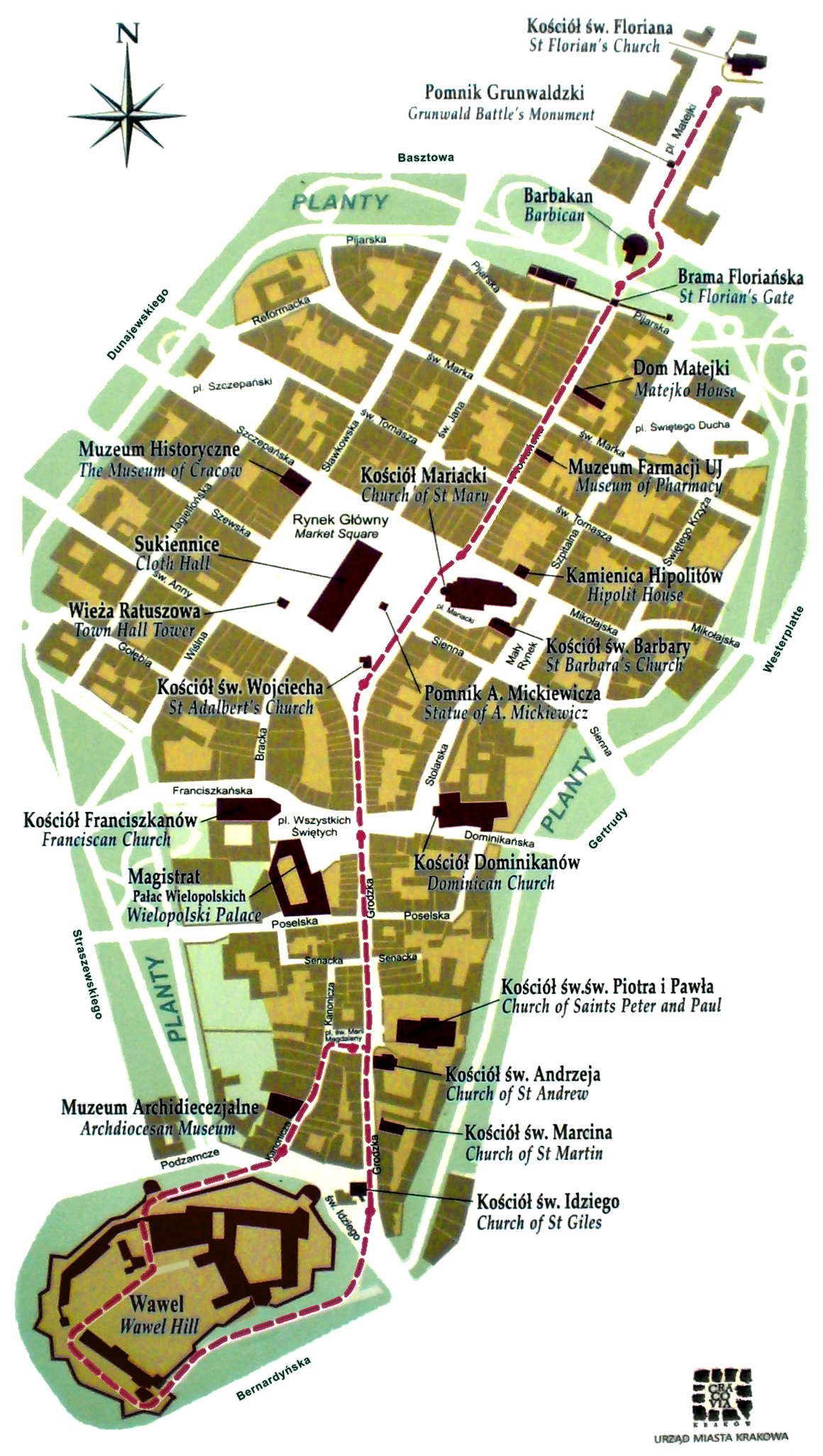
Bản đồ khu phố cổ Kraków với Royal Road được đánh dấu màu đỏ

Con đường Hoàng gia hoặc Lối đường Hoàng gia (tiếng Ba Lan: Droga Królewska, IPA: [ˈdrɔɡa kruˈlɛfska]) ở Kraków, Ba Lan, bắt đầu ở cuối phía bắc của Phố cổ thời trung cổ và tiếp tục về phía nam qua trung tâm thị trấn về phía Wawel Hill, nơi cư trú của hoàng gia cũ, lâu đài Wawel. Con đường Hoàng gia đi qua một số địa danh lịch sử nổi bật nhất của thủ đô hoàng gia Ba Lan, cung cấp một nền tảng phù hợp cho các cuộc rước kiệu và diễu hành, chiêu đãi của các vị vua và hoàng tử, các đặc phái viên nước ngoài và những vị khách quý đến từ Wawel.
Con đường Hoàng gia bắt đầu bên ngoài sườn phía bắc của các bức tường thành phố cổ ở vùng ngoại ô thời trung cổ của Kleparz, nay là một quận trung tâm của Krakow. Nó bắt đầu tại Nhà thờ St. Florian (Kościół w. Floriana), chứa các thánh tích của Thánh Florian - Thánh bảo trợ của Ba Lan - đã cứu rỗi một cách kỳ diệu nhiều lần trong các thế kỷ 12, 16 và 17. Nhà thờ Thánh Florian cũng là điểm khởi đầu cho đám rước hoàng gia, kết thúc tại Nhà thờ Wawel.
Con đường Hoàng gia đi qua Quảng trường Matejko (pl. Matejki), vượt qua Academy of Fine Arts (Akademia Sztuk Pięknych) ở phía bên tay phải và đi qua Basztowa đường - vào thời trung cổ Barbican (Barbakan). Barbakan theo phong cách kiến trúc Gô-tích, được xây dựng vào năm 1499, là một trong ba tiền đồn được củng cố như vậy vẫn còn tồn tại ở châu Âu và cũng là nơi được bảo tồn tốt nhất. Con đường đi qua các công sự cũ qua Cổng Floriańska dưới một tòa tháp phòng thủ. Đây là lối vào ban đầu của thành phố và là cổng duy nhất, trong số tám cổng thành được xây dựng từ thời Trung cổ, không bị dỡ bỏ trong quá trình hiện đại hóa Kraków của thế kỷ 19. Bên trong Phố cổ (Stare Miasto), Con đường tiếp tục dọc theo đường Floriańska và đi vào Quảng trường chính (Rynek Główny), quảng trường chợ thời trung cổ lớn nhất ở châu Âu. Ở phía bên tay trái, ở góc đông bắc của quảng trường là Nhà thờ Thánh Mary, nhà của lâu đời nhất  và là bàn thờ gothic lớn nhất thế giới. Tại trung tâm của quảng trường, được bao quanh bởi các dãy nhà (kamienice) và nhà ở cao quý, là hội trường vải Phục hưng Sukiennice bên cạnh Tòa thị chính (Wieża ratuszowa).
Con đường đi qua Nhà thờ La Mã của Thánh Wojciech ở góc đông nam của quảng trường, và dẫn xuống phố Grodzka dọc theo một số địa danh lịch sử và hai quảng trường nhỏ hơn ở hai bên. Grodzka kết thúc dưới chân đồi Wawel; với quần thể kiến trúc Wawel trải rộng ở trên, nổi bật với lâu đài Wawel với kho vũ khí và Nhà thờ lớn.

## Địa danh của Royal Road
Một số trong những điểm đáng kính nhất cũng như các điểm tham quan ít được biết đến và các địa danh lịch sử của thành phố nằm trên con đường của Royal Road. Một danh sách đầy đủ hơn về chúng cũng sẽ bao gồm những điều sau đây: Trận chiến tượng đài Grunwald ở trung tâm của pl. Matejki, bên cạnh Học viện Mỹ thuật, ngay đối diện Barbakan tại đường Basztowa; Arsenal của Bảo tàng Czartoryski trên phố Pijarska liền kề Cổng Florian dưới chân đường Floriańska; bộ phận Matejko Manor của Bảo tàng Quốc gia cũng như Bảo tàng Dược phẩm Đại học Jagiellonia ở Floriańska; và phân khu Nhà Hipolit của Bảo tàng Lịch sử Kraków đối diện Nhà thờ Thánh Mary (bao gồm Nhà thờ St Barbara nhỏ hơn), ở lối vào Quảng trường Main Market.
Ở phía đông của Hội trường Vải Sukiennice với Tháp Tòa thị chính tự do nhô ra từ phía sau, có Tượng đài Adam Mickiewicz, một trong những tượng đài bằng đồng nổi tiếng nhất ở Ba Lan. Vào đầu Grodzka: Nhà thờ St. Wojciech (St Adalbert's) và không xa phía sau, Quảng trường All Saints (pl. Wszystkich więtych) với Cung điện Wielopolski (trụ sở của thị trưởng Kraków) và Nhà thờ Thánh Phanxicô Assisi ở phía tây với bản sao chính xác của Shroud of Turin. Chỉ ba thành phố nhỏ nằm xuống Grodzka, có Quảng trường St. Mary Magdalene với Nhà thờ Thánh Peter và Paul (nhà thờ Baroque đầu tiên ở Ba Lan) và Nhà thờ Thánh Andrew; và, ở cuối Grodzka (một khối nữa), Nhà thờ Thánh Giles tại Phố Podzamcze. Con đường Hoàng gia mở ra đồi Wawel cao chót vót từ trên cao, với Lâu đài Wawel và Nhà thờ Wawel có thể tiếp cận bằng hai con đường đi lên, lối vào phía đông và phía tây.

## Ảnh du lịch
| Royal Road, đi về hướng nam, từ Kleparz vào Floriańska Street (trái sang phải) |                  |              |                |
| Nhà thờ thánh đường                                                            | Thành lũy Kraków | Cổng Florian | Phố Floriańska |

| Royal Road (tiếp theo), theo hướng nam, từ Main Square xuống Grodzka Street (trái sang phải) |                                                                    |                        |                                        |                       |
| Thánh đường Đức mẹ Maria                                                                     | Quảng trường chính của Krakow (2005 trong lễ kỷ niệm John Paul II) | Nhà thờ Thánh Adalbert | Quảng trường All Saints tại Franciscan | Cung điện Wielopolski |

| Royal Road, hướng nam, dọc theo đường Grodzka đến Wawel (trái sang phải) |                      |                                        |                         |
| Nhà thờ thánh Peter và Paul                                              | Nhà thờ thánh Andrew | Lâu đài Hoàng gia Wawel trên đồi Wawel | Nhà thờ Wawel tại Wawel |